# Арну, Жан Клод
Жан Клод Арну (16 декабря 1792, Ле-Като-Камбрези — 1866) — французский железнодорожный инженер и предприниматель, создатель так называемой системы Арну (фр.) для перемещения особо быстрых (для своего времени) поездов (так называемые des trains articulés), предусматривающей использование сочленённых осей для уменьшения угла поворота и равномерного распределения нагрузки по обеим осям. Эта система была воплощена в жизнь в единственной железнодорожной линии (Линия Со, фр.) и использовалась до 1893 года.

## Биография
Жан Клод Арну родился в семье почтмейстера. В 1811 году поступил учиться в Политехническую школу и вскоре был призван на службу в артиллерию Первой империи; участвовал в Наполеоновских войнах, получил звание младшего лейтенанта; в 1815 году демобилизовался. Впоследствии до середины 1840-х годов преподавал в Политехнической школе, параллельно занимаясь там же научными исследованиями в области железнодорожного дела. В 1838 году опубликовал работу о быстрых поездах, в 1839 году получившую премию по механике от Академии наук; затем работал директором главпочтамта (Messageries générales).
В 1841 году Жан Клод Арну предложил соединить железнодорожной веткой, построенной по его системе, Париж и Мо, однако это предложение не было принято. В 1844 году сумел добиться концессии сроком на 50 лет для строительства по своей системе линии до Со, которое было начато в 1845 году. Первые поезда по отстроенному участку были пущены уже на следующий год, но спустя 20 лет этот путь был переделан под обычный подвижной состав. С 1845 по 1852 годы также возглавлял железнодорожную ветку между Парижем и Страсбургом, а 1856 году был назначен главой парижского городского транспортного управления. Скончался в 1866 году, при этом точная дата его смерти неизвестна.
Наиболее известные работы Жана Клода Арну по железнодорожному делу:
- «Système de voitures pour chemins de fer de toute courbure» (1838);
- «De la nécessité d' apporter des économies dans la construction et l’exploitation des chemins de fer…» (1865).